# Reino Holártico

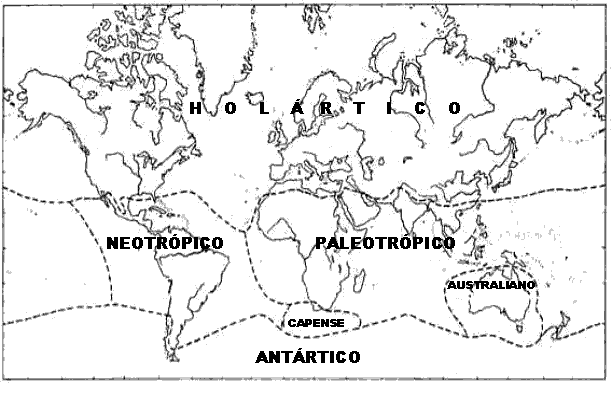
Mapa mostrando los seis reinos florales. En la parte superior puede verse el Reino Holártico.

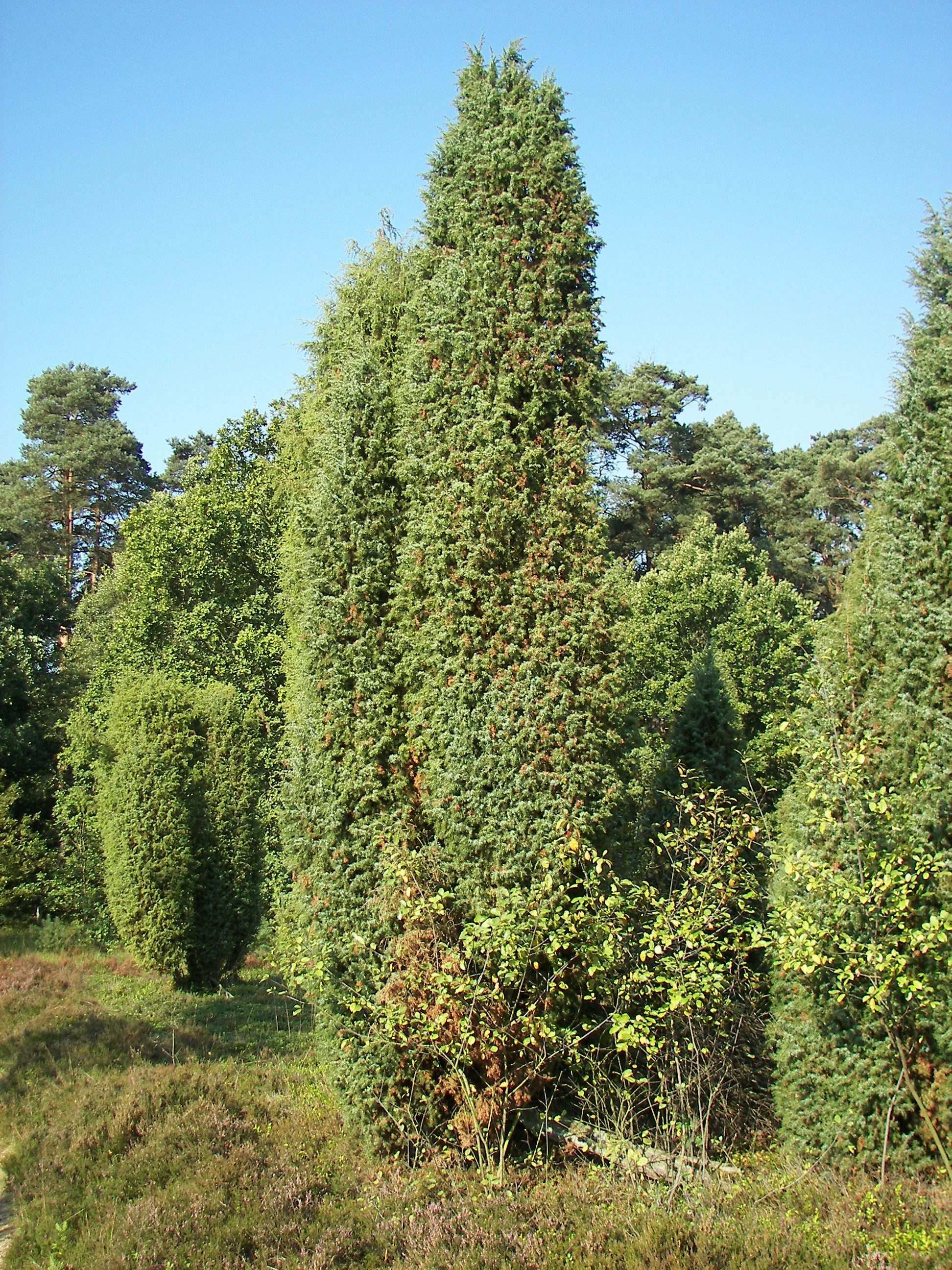
Juniperus communis subesp. communis, en Lüneburg Heath, Alemania.

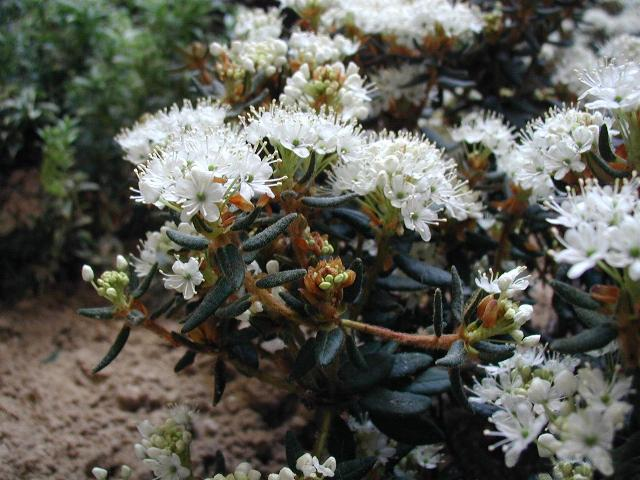
Rhododendron tomentosum.

El Reino Boreal o Reino Holártico (Holartis) es una de las provincias florísticas o reinos florales identificado por el botánico Ronald Good (y más tarde por su compañero Armén Tajtadzhián), que incluye las regiones templadas y árticas de Norteamérica y Eurasia.

## Características
Su flora es inherente al antiguo supercontinente de Laurasia. Sin embargo, gran parte del reino florístico (y de su Región Circumboreal) estuvo bajo los hielos durante el Pleistoceno y su flora es muy joven. Existen relictos terciarios hallados en refugios del sur y en algunas montañas del Reino, especialmente en la región asiática oriental y en la región norteamericana atlántica.
Good notó que las especies vegetales de las zonas templadas de Norteamérica y de Eurasia estaban muy estrechamente relacionadas, a pesar de su separación y aislamiento geográfico por el océano Atlántico y el estrecho de Bering.
Millones de años atrás, antes de abrirse el océano Atlántico, tanto Norteamérica como Eurasia eran un solo continente, Laurasia. Después de abrirse el Atlántico, los continentes se conectaron y separaron varias veces por un puente de tierra que unía Alaska con Siberia. Hasta hace pocos millones de años, el clima global era más cálido que en el presente, especialmente en latitudes altas, y muchas especies de clima templado se distribuyeron a través de Norteamérica y de Eurasia vía Alaska y Siberia. El clima ligeramente más frío de los siguientes millones de años eliminaron la conexión entre Norteamérica y Eurasia, pero los orígenes comunes de Laurasia y una larga historia de clima templado con el puente de tierra, dieron similitudes botánicas entre las floras templadas en los dos continentes. 

## Correspondencia con las ecozonas
Un reino florístico es el análogo botánico de una ecozona, que toma en cuenta la distribución zoológica tanto como las especies botánicas. Muchos biogeógrafos distinguen dos ecozonas en el Reino Holártico, la Neártica (Norteamérica) y la Paleártica (Eurasia). Otros, basados en la distribución de plantas relacionadas y de familias de animales, incluyen las ecozonas Paleártica y Neártica en una única ecozona Holártica, que correspondería con el Reino Holártico de Good.

## Subdivisiones
El reino se subdivide en tres subreinos florísticos y nueve regiones florísticas.
| Reino                    | Subreino          | Región                          |
| Reino Boreal u Holártico | Subreino Boreal   | Región Circumboreal             |
| Reino Boreal u Holártico | Subreino Boreal   | Región asiática oriental        |
| Reino Boreal u Holártico | Subreino Boreal   | Región norteamericana atlántica |
| Reino Boreal u Holártico | Subreino Boreal   | Región de las Montañas Rocosas  |
| Reino Boreal u Holártico | Subreino Tetiano  | Región Macaronésica             |
| Reino Boreal u Holártico | Subreino Tetiano  | Región mediterránea             |
| Reino Boreal u Holártico | Subreino Tetiano  | Región Sahariano-Síndica        |
| Reino Boreal u Holártico | Subreino Tetiano  | Región Irano-Turaniana          |
| Reino Boreal u Holártico | Subreino Madreano | Región Madreana                 |